# جولیا درایور
جولیا درایور استاد فلسفه در دانشگاه واشنگتن در سنت لوئیس است. او نویسنده کتاب‌هایی همچون فضیلت ناآرام، پیامدگرایی و اخلاق: اصولکار و همچنین مقالات بسیاری در اخلاق و روانشناسی اخلاقی است. او پیشرو در فلسفه اخلاق و پیامدرگرایی است. پیش از آمدن به دانشگاه سنت لوئیس او به تدریس در کالج دارتموث و کالج بروکلین (CUNY) پرداخت. او دکترای خود را از دانشگاه جانز هاپکینز در سال ۱۹۹۰ و لیسانس خود را از دانشگاه تگزاس در آستین در سال ۱۹۸۳ دریافت کرد.

## ترجمه به فارسی
کتاب پیامدگرایی جولیا درایور در ایران توسط شیرزاد پیک حرفه ترجمه شده و به چاپ رسیده‌است.